# Peter Ančic
Peter Ančic (* 23. října 1955) je bývalý československý fotbalista, útočník a fotbalový trenér. V současnosti trénuje slovenský 7. ligový klub TJ Družstevník Záblatie. Jeho synem je slovenský fotbalista Juraj Ančic.

## Fotbalová kariéra
V československé lize hrál za Jednotu Trenčín a Plastiku Nitra. Nastoupil ke 178 ligovým utkáním a dal 31 gólů. Za juniorskou reprezentaci nastoupil v 9 utkáních a dal 1 gól. V nižších soutěžích hrál i za TJ JZD Slušovice.

## Ligová bilance
| Ročník                                   | Zápasy | Góly | Klub             |
| ---------------------------------------- | ------ | ---- | ---------------- |
| 1. československá fotbalová liga 1975/76 | 3      | 0    | Jednota Trenčín  |
| 1. československá fotbalová liga 1976/77 | 29     | 8    | Jednota Trenčín  |
| 1. československá fotbalová liga 1977/78 | 29     | 5    | Jednota Trenčín  |
| 1. československá fotbalová liga 1978/79 | 26     | 6    | Jednota Trenčín  |
| 1. československá fotbalová liga 1979/80 | 30     | 4    | Jednota Trenčín  |
| 1. československá fotbalová liga 1981/82 | 28     | 5    | Plastika Nitra   |
| 1. československá fotbalová liga 1982/83 | 21     | 2    | Plastika Nitra   |
| 1. československá fotbalová liga 1983/84 | 12     | 1    | Plastika Nitra   |
| Česká národní fotbalová liga 1986/87     | 19     | 0    | TJ JZD Slušovice |
| CELKEM 1. liga                           | 178    | 31   |                  |

## Trenérská kariéra
Jako trenér vedl MŠK Púchov, TTS Trenčín, MFK Topvar Topoľčany, FK Slovan Nemšová, Štúrovo, Bánovce nad Bebravou, FK Žiar nad Hronom, FK ŽP ŠPORT Podbrezová, FK Slovan Duslo Šaľa a TJ Družstevník Záblatie.